# Metsäsaari (ö i Mellersta Finland)
Metsäsaari är en ö i Finland. Den ligger i sjön Kivijärvi och i kommunen Kannonkoski i den ekonomiska regionen  Saarijärvi-Viitasaari och landskapet Mellersta Finland, i den centrala delen av landet, 300 km norr om huvudstaden Helsingfors. Öns area är 0,4 hektar och dess största längd är 80 meter i sydväst-nordöstlig riktning.